# Quintanilla del Molar
Quintanilla del Molar es una localidad y municipio de la provincia de Valladolid, en la comunidad autónoma de Castilla y León, España.

## Geografía
Quintanilla del Molar forma parte, junto con el municipio de Roales de Campos, de un  exclave vallisoletano situado en la provincia de Zamora (llamado Enclave de Roales y Quintanilla). El municipio es atravesado en su lado oeste por el arroyo de la Vega, integrando parte de su término municipal la ZEPA Penillanuras-Campos Sur y de la ZEPA Penillanuras-Campos Norte.

### Enclave
- Enclave de Roales y Quintanilla

## Geografía humana

### Demografía
Cuenta con una población de 47 habitantes (INE 2024).
| Gráfica de evolución demográfica de Quintanilla del Molar entre 1842 y 2021                                           |
| |
| Población de derecho según los censos de población del INE. Población de hecho según los censos de población del INE. |

## Patrimonio
Su edificio más significativo es la iglesia parroquial de Santo Tomás de Aquino, de estilo barroco del siglo XVIII, construida en ladrillo y mampostería, de la que sobresale su esbelta torre.

## Cultura

### Fiestas
Sus principales fiestas son las de San Tirso, el 28 de enero, y las de San Isidro, el 15 de mayo.